# Aéroport Władysław Reymont de Łódź
 (mars 2012).
Si vous disposez d'ouvrages ou d'articles de référence ou si vous connaissez des sites web de qualité traitant du thème abordé ici, merci de compléter l'article en donnant les références utiles à sa vérifiabilité et en les liant à la section « Notes et références ».
L'aéroport Władysław Reymont de Łódź, anciennement connu sous le nom « aéroport Łódź-Lublinek » (code IATA : LCJ • code OACI : EPLL), est un aéroport régional situé dans la voïvodie de Łódź, dans le centre de la Pologne, à environ 6 km au sud-ouest de la ville de Łódź.
Ouvert depuis le 13 septembre 1925, l'aéroport a récemment subi des transformations qui lui permettent désormais d'assurer les services proposés par les compagnies «low cost» vers plusieurs destinations en Europe[réf. nécessaire].
Son nom lui a été attribué en hommage à l'écrivain polonais Władysław Reymont, lauréat du Prix Nobel de littérature en 1924[réf. nécessaire].
L'aéroport dispose de 3 terminaux : 
- Le terminal 1 : en service depuis 1997, il accueille les passagers des vols nationaux ;
- Le terminal 2 : en service depuis 2005, c'est le terminal international, conçu pour accueillir les compagnies low cost et les charters ;
- Le terminal « cargo », ouvert depuis septembre 2009.

## Historique
L'aéroport de Łódź a ouvert le 13 septembre 1925. Au cours de la Seconde Guerre mondiale, les forces d'occupation allemandes modifient l'aéroport à des fins militaires, en construisant une piste en béton de 1200 m.
Dans les années d'après-guerre, l'aéroport était une plaque tournante importante, puis il a progressivement été supplanté dans les années 1950 par l'aéroport Frédéric Chopin de Varsovie. À la fin de la décennie, les connexions régulières vers Łódź ont été suspendues. Des efforts visant à relancer le trafic de passagers ont été entrepris dans les années 1990. En 1997, un nouveau terminal (d'une capacité d'environ 50000 passagers par an) a été ouvert.
Le 31 octobre 2002, un système ILS/DME (Instrument Landing System/Distance Measuring Equipment) est installé dans l'aéroport.
En septembre 2005, la piste principale est prolongée de 1443 m à 2100 m afin de pouvoir accueillir de plus gros avions comme des Boeing 737. Le 28 octobre 2005, un nouveau terminal est mis en place (capacité de 300.000 passagers par an). 2 jours plus tard atterrit le 1er Boeing 737 de l'histoire de l'aéroport.
En janvier 2007 est mis en place un rallongement supplémentaire de la piste de 400 m.

## Situation
| \| 50 km1:3 411 000 \| Lublin Cracovie Gdańsk · Dantzig Łódź Olsztyn · Holsten Poznań · Posnanie Varsovie · Radom Rzeszów Szczecin · Stettin Varsovie · Modlin Wrocław · Vratislavie Katowice Zielona · Góra Varsovie · Chopin Bydgoszcz · Bromberg |
| 50 km1:3 411 000 |

## Statistiques
Pour des raisons techniques, il est temporairement impossible d'afficher le graphique qui aurait dû être présenté ici.

Voir la requête brute et les sources sur Wikidata.

## Compagnies et destinations
Bien que Łódź soit la 3e ville du pays, elle possède l’un des plus petits aéroports polonais. Seules les compagnies Lufthansa et Ryanair y ont actuellement des vols réguliers.
| Compagnies       | Destinations                                                                                        |
| ---------------- | --------------------------------------------------------------------------------------------------- |
| Buzz             | En saison charter: Héraklion-N. Kazantzákis, Rhodes-Diagoras                                        |
| Enter Air        | En saison charter: Antalya, Bourgas                                                                 |
| Pegasus Airlines | En saison charter: Antalya                                                                          |
| Ryanair          | Alicante-Elche , Dublin, Londres-Stansted En saison: Bergame-Orio al Serio, Charleroi Bruxelles-Sud |
| Wizz Air         | Londres-Luton                                                                                       |

Édité le 04/01/2018  Actualisé le 06/12/2022